# Shawn Roberts
Shawn Roberts (* 2. dubna 1984, Stratford (Ontario)) je kanadský herec, především známý z rolí zombie filmů jako Land of the Dead, Diary of the Dead a filmové série Resident Evil.

## Kariéra
Shawn Roberts začal herectví, když hrál vlka ve školní hře Červené Karkulky, kterou viděl oceněný scenárista Robert Forsythe. V roce 2010 se objevil v Resident Evil: Afterlife, kde hrál záporáka Alberta Weskera. O dva roky později si zopakoval roli Weskera v Resident Evil: Odveta. Jeho role Alberta Weskera pokračuje v nadcházejícím šestém díle Resident Evil: Závěrečná kapitola.

## Filmografie

### Herec
| Rok  | Film                                         | Role                 | Poznámka      |
| ---- | -------------------------------------------- | -------------------- | ------------- |
| 2000 | X-Men                                        | přítel Marie (Rogue) |               |
| 2004 | Zloděj životů (Taking Lives)                 | Desk Clerk           |               |
| 2004 | Tři do páru (A Home at the End of the World) | Club boy             |               |
| 2004 | Dál než se zdálo (Going the Distance)        | Tyler                |               |
| 2006 | Man of the Year                              | řidič kamionu        |               |
| 2007 | Diary of the Dead                            | Tony Ravello         |               |
| 2007 | Left for Dead                                | Clark                |               |
| 2010 | Na hraně temnoty (Edge of Darkness)          | David Burnham        |               |
| 2010 | Percy Jackson: Zloděj blesku                 | polobůh v kempu      | nepřipsán     |
| 2010 | Resident Evil: Afterlife                     | Albert Wesker        |               |
| 2012 | Tak trochu zombie (A Little Bit Zombie)      | Craig                |               |
| 2012 | Resident Evil: Odveta                        | Albert Wesker        |               |
| 2014 | Feed the Gods                                | Will                 |               |
| 2017 | Resident Evil: The Final Chapter             | Albert Wesker        | Před-produkce |

### Producent
- 2014 – Feed the Gods – výkonný producent